# Elisabeth Schmierer
Elisabeth Schmierer (* 1955 in Tübingen) ist eine deutsche Musikwissenschaftlerin. Sie forscht und lehrt an der Folkwang Universität der Künste in Essen.

## Werdegang
Elisabeth Schmierer legte in Freudenstadt ihr Abitur ab und studierte zunächst Schulmusik an der Hochschule für Musik und Darstellende Kunst Stuttgart. Es folgte ein Studium der Musikwissenschaft, Geschichte und Kunstgeschichte an der Christian-Albrechts-Universität in Kiel, wo sie 1989 auch promoviert wurde. Ihre Habilitation erfolgte an der Technischen Universität Berlin. Seit 2000 lehrt sie in Essen. Sie ist verheiratet mit Matthias Brzoska.

## Veröffentlichungen
- Die Orchesterlieder Gustav Mahlers (= Kieler Schriften zur Musikwissenschaft. 38). Bärenreiter, Kassel u. a. 1991, ISBN 3-7618-1020-2, (Zugleich: Kiel, Universität, Dissertation, 1989).
- als Herausgeberin mit Susanne Fontaine, Werner Grünzweig, Matthias Brzoska: Töne. Farben. Formen. Über Musik und die Bildenden Künste. Festschrift Elmar Budde zum 60.Geburtstag. Laaber-Verlag, Laaber 1995, ISBN 3-89007-314-X, (2., überarbeitete Auflage. ebenda 1998).
- Die Tragédies lyriques Niccolò Piccinnis. Zur Synthese französischer und italienischer Oper im späten 18. Jahrhundert (= Thurnauer Schriften zum Musiktheater. 18). Laaber-Verlag, Laaber 1999, ISBN 3-89007-497-9 (Zugleich: Berlin, Technische Universität, Habilitationsschrift, 1996).
- Kleine Geschichte der Oper (= Reclams Universal-Bibliothek. 18154). Reclam, Stuttgart 2001, ISBN 3-15-018154-2, ((= Reclams Universal-Bibliothek. 14026). 2., aktualisierte und erweiterte Auflage. Reclam, Ditzingen 2020, ISBN 978-3-15-014026-0).
- als Herausgeberin: Lexikon der Oper. Komponisten. Werke. Interpreten. Sachbegriffe. 2 Bände (Band 1: A – Le. Band 2: Li – Z.). Laaber-Verlag, Laaber 2002, ISBN 978-3-89007-524-2.
- Komponisten-Porträts (= Reclams Universal-Bibliothek. 18268). Reclam, Stuttgart 2003, ISBN 3-15-018268-9, 2010, ((= Reclams Universal-Bibliothek. 18765). 2., aktualisierte und erweiterte Auflage. Reclam, Ditzingen 2010, ISBN 978-3-15-018765-4).
- Geschichte des Liedes. Laaber-Verlag, Laaber 2007, ISBN 978-3-89007-673-7, (2., korrigierte Auflage. ebenda 2016).
- als Herausgeberin: Jacques Offenbach und seine Zeit. Laaber-Verlag, Laaber 2009, ISBN 978-3-89007-251-7.
- als Herausgeberin: Lexikon der Musik der Renaissance (= Handbuch der Musik der Renaissance. Band 6, Teilband 1–2). 2 Bände (Band 1: A – K. Band 2: L – Z.). Laaber-Verlag, Laaber 2012, ISBN 978-3-89007-700-0.
- als Herausgeberin und Autorin: Gattungen der Musik. Laaber-Verlag, Laaber u. a. 2015 ff.
  - Band 2: Geschichte des Konzerts. Eine Einführung. 2015, ISBN 978-3-89007-843-4.
  - Band 4: Geschichte des Kunstliedes. Eine Einführung. 2017, ISBN 978-3-89007-845-8.
  - Band 10: Geschichte der Messe. Eine Einführung. 2019, ISBN 978-3-89007-851-9.
  - Band 14: Geschichte der Programmmusik. Eine Einführung. 2023, ISBN 978-3-89007-863-2.